# Nord (département français)
Pour les articles homonymes, voir Nord (homonymie).
Le Nord (/nɔʁ/) est le département français comprenant les territoires les plus septentrionaux de la France. Lille en est la préfecture et la plus grande ville. L'Insee et La Poste lui attribuent le code 59. Avec 2 616 909 habitants en 2022, il est le département le plus peuplé du pays, porté par la métropole lilloise qui abrite presque la moitié de sa population. Formant auparavant, avec le Pas-de-Calais, l'ancienne région Nord-Pas-de-Calais, il constitue depuis 2016, avec quatre autres départements, la région Hauts-de-France.
Il est constitué de la Flandre française, qui correspond aux arrondissements départementaux de Dunkerque, de Lille et de Douai (autrefois partie du comté de Flandre), du Cambrésis (autour de Cambrai, issu de l'ancienne principauté ecclésiastique de l'archidiocèse de Cambrai, sur l'ancienne province du Cambrésis), de l'Avesnois (autour de Maubeuge) et de la partie méridionale de l'ancien comté de Hainaut (autour de Valenciennes). Le département du Nord décrit un tracé similaire à la province de Flandre pré-révolutionnaire, qui avait adopté le blason au lion noir de l'ancien comté de Flandre même si cette province incluait aussi le Cambrésis, l'Avesnois et une partie du Hainaut en plus de la partie méridionale du comté de Flandre proprement dit.
C'est aussi un département avec une population jeune, abritant plusieurs universités dont le pôle universitaire de Lille qui est le 3e de France.

## Géographie
Le Nord fait partie de la région Hauts-de-France. Il est limitrophe de la Belgique (province de Flandre-Occidentale et du Hainaut) et des départements du Pas-de-Calais, de l'Aisne et, sur quelques kilomètres, de la Somme.
Il est également bordé par la mer du Nord. Plusieurs fleuves rivières le traversent, notamment l'Yser (fleuve côtier), la Lys, l'Escaut, la Scarpe et la Sambre. Le canal de la Deûle traverse Lille, la préfecture.
Le département est le plus long de France avec 160 kilomètres de longueur, il compte 5 680 km2 de superficie. Sa largeur la plus étroite se trouve aux alentours d'Armentières où elle s'étend sur 6 km.
Il compte en moyenne 60 mètres d'altitude. Le mont Cassel avec ses 176 mètres est souvent considéré comme le point culminant du Nord, sans doute par sa position émergente en plaine et sa proximité avec Lille. Cette réputation est fausse puisque le véritable point culminant du Nord se situe à Anor, dans l'Avesnois, à 272 mètres d'altitude.
Le département est principalement composé de plaines, parfois traversées par de petites collines. Le littoral se compose de dunes.
Points extrêmes du département du Nord :
- Nord : Bray-Dunes ;
- Sud : Anor ;
- Ouest : Grand-Fort-Philippe ;
- Est : Baives.

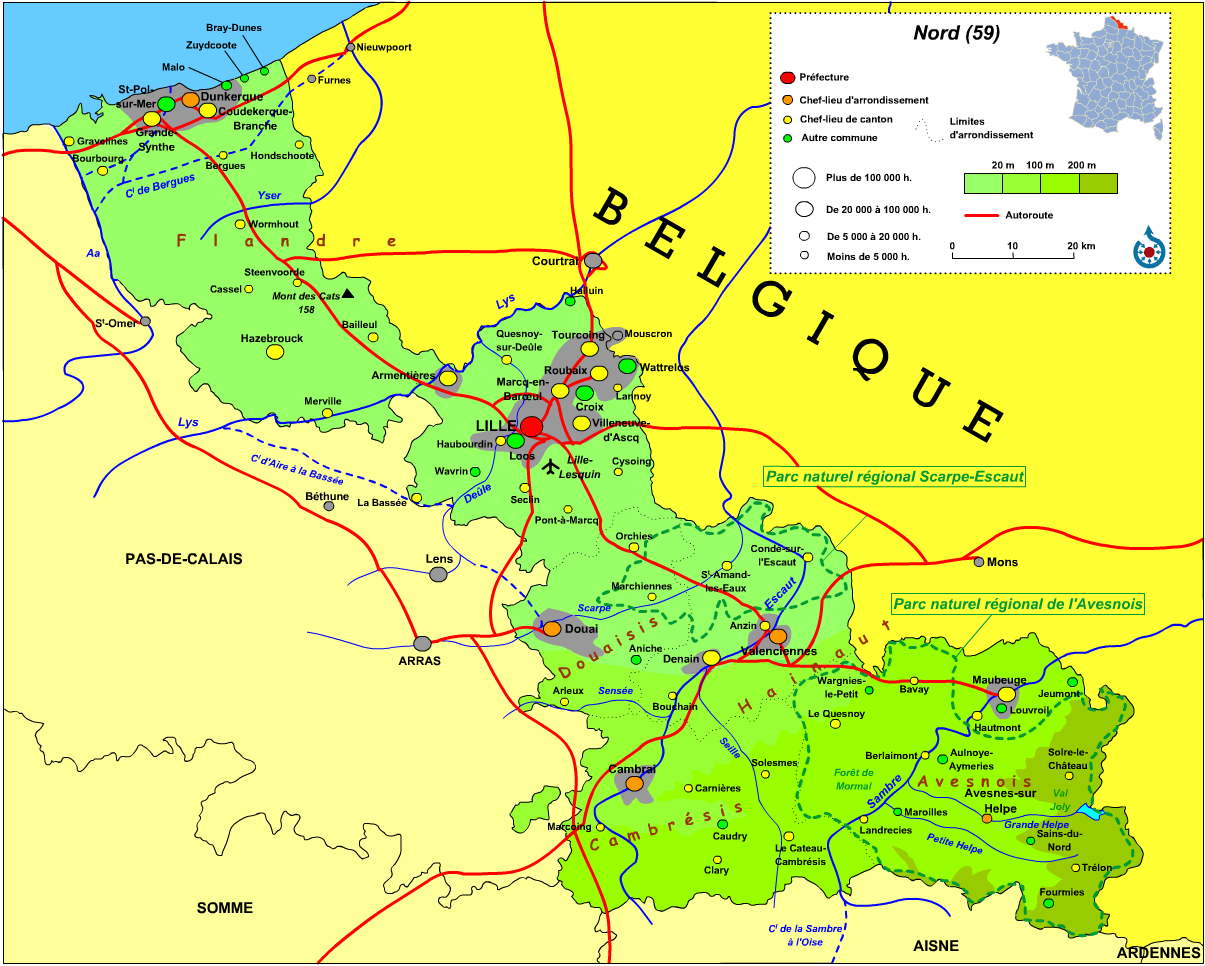
Carte du Nord.
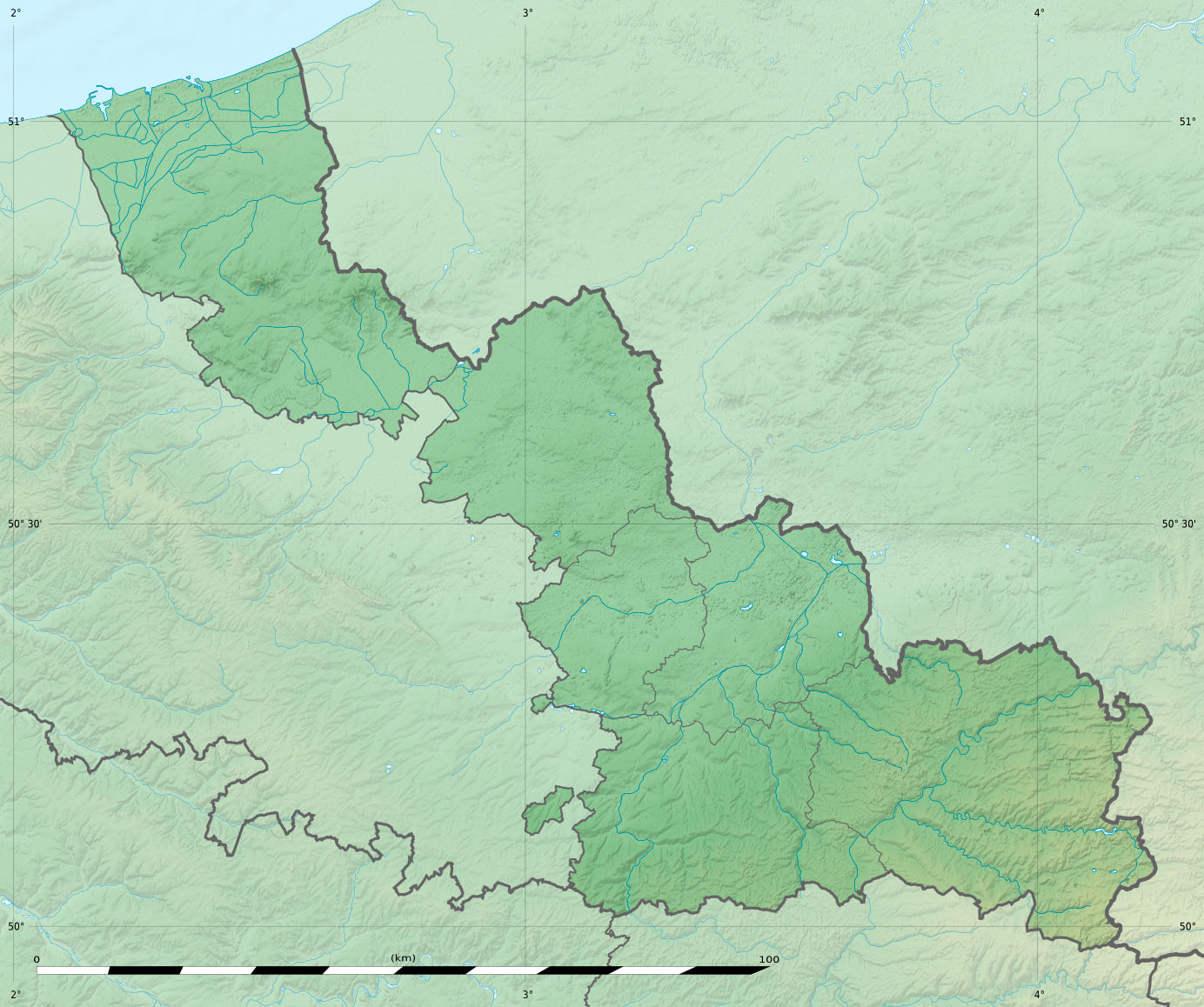
Topographie du Nord.

Paysages du Nord
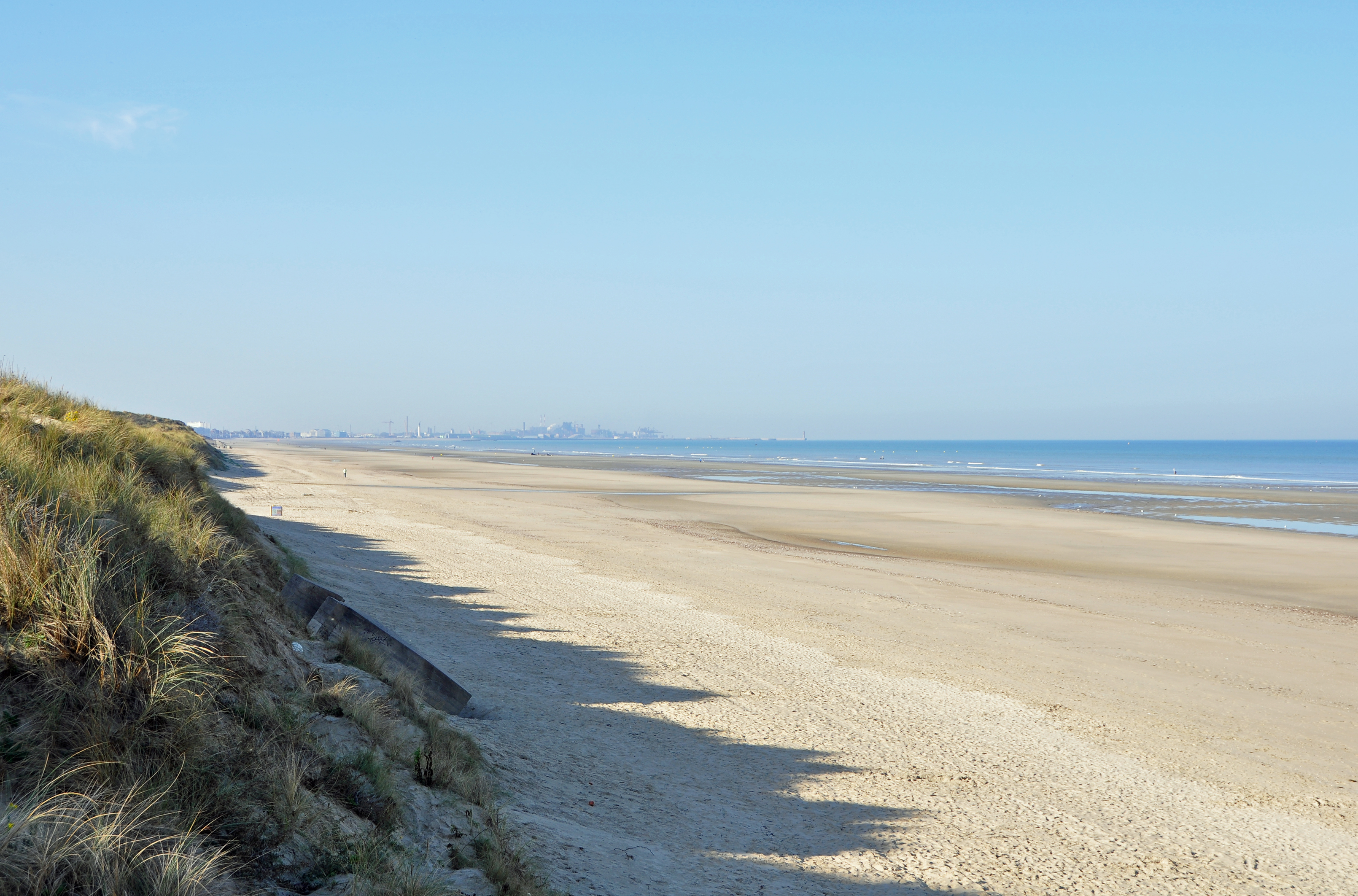
La plage de Zuydcoote, dans l'extrémité nord.
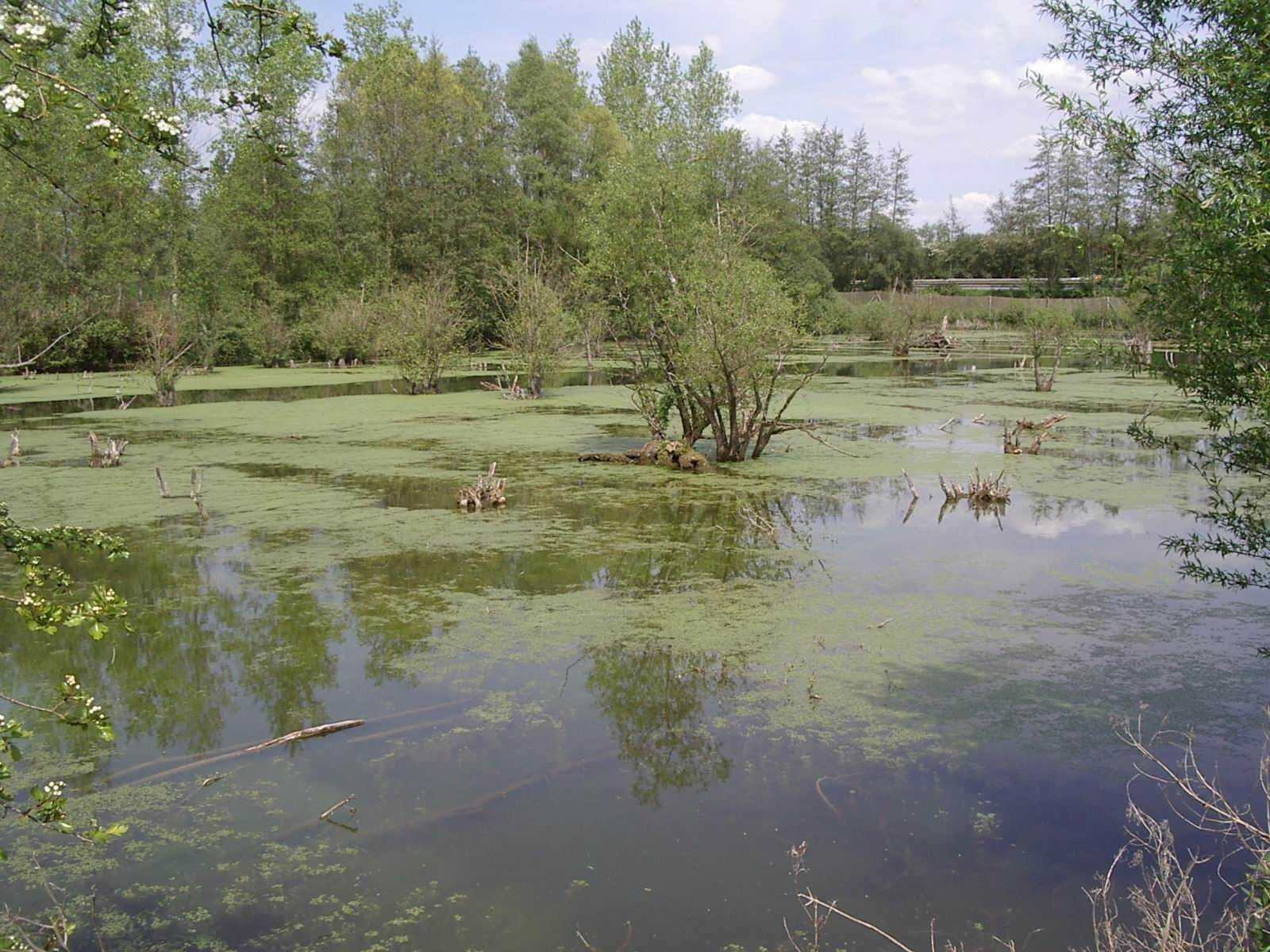
Le marais de Bonance, au centre.
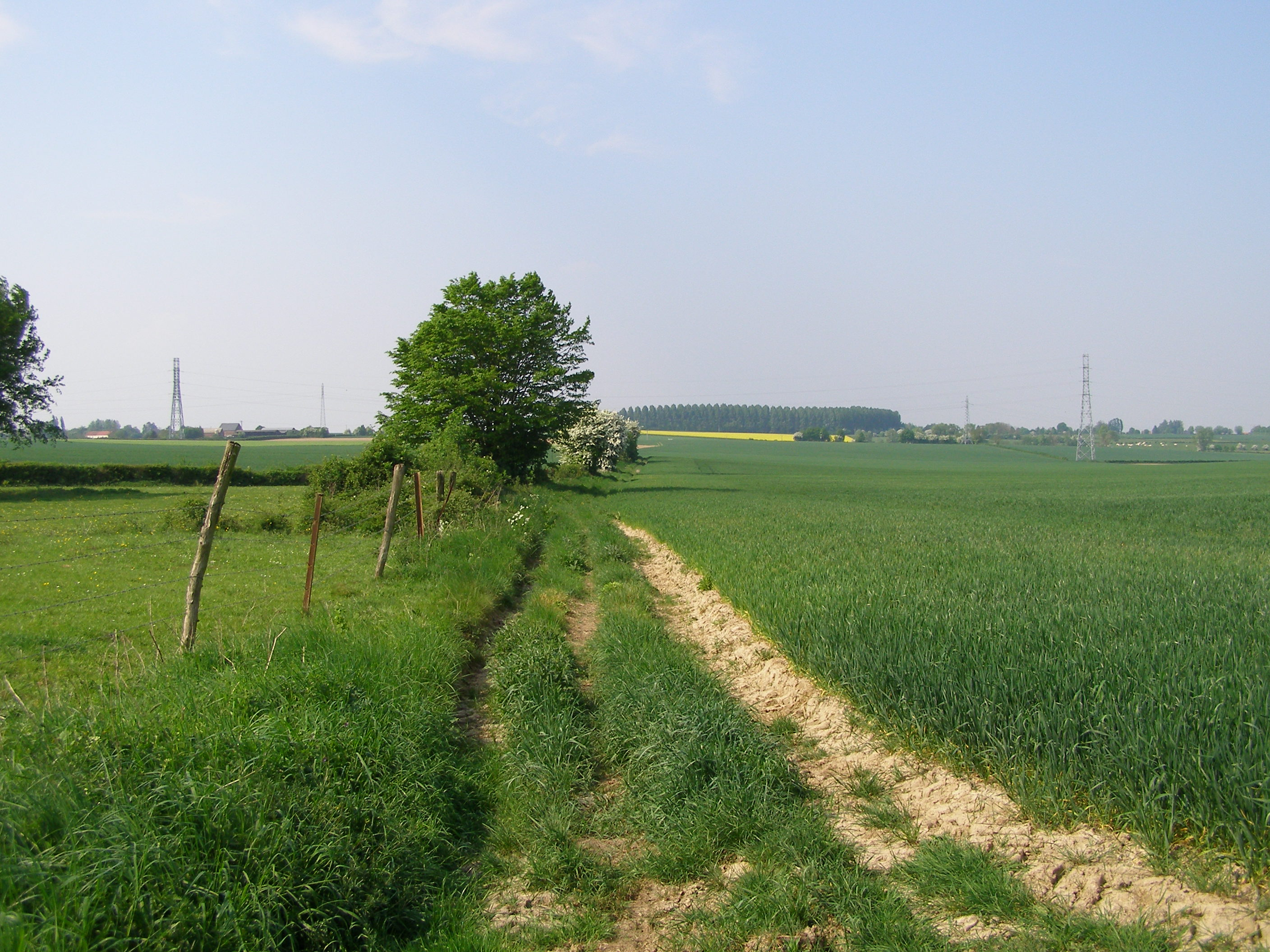
Beaufort, dans le sud-est.
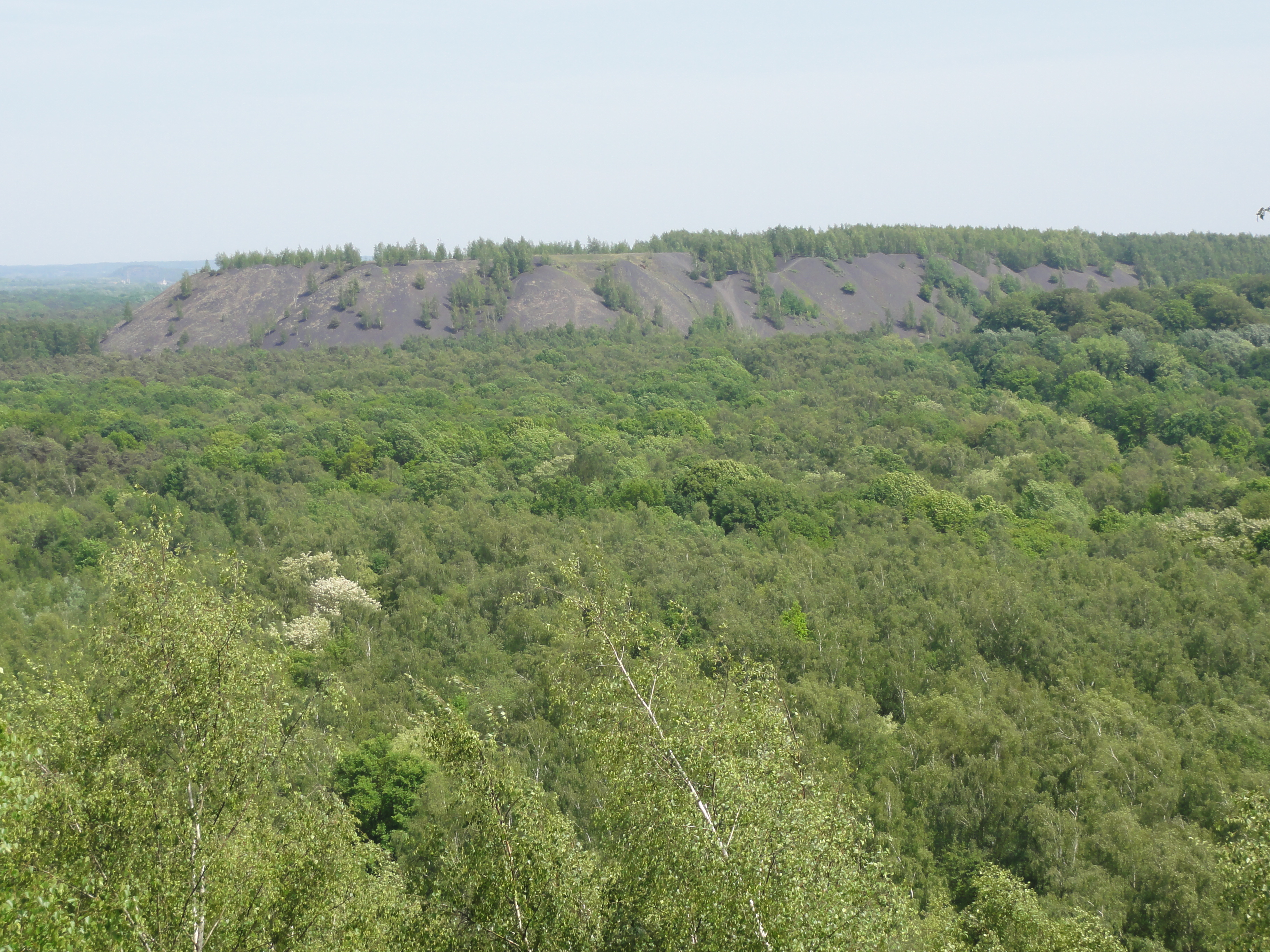
Le terril no 176 à Raismes, dans bassin minier, au centre-est.

### Géologie et relief
La superficie du département est de 5 744 km2.

### Climat
Le climat du Nord est de type océanique, caractérisé par des hivers doux et pluvieux et des étés frais, avec des écarts de températures moins marqués entre les saisons que dans les régions plus éloignées des côtes. Plus que l'abondance des précipitations, c'est leur fréquence et leur répartition tout au long de l'année qui marque ce climat. Ainsi le total annuel des précipitations à Lille, Dunkerque et Cambrai est inférieur à celui de Nice (767 mm) mais il y a 63 jours de pluie à Nice contre 120 à Cambrai.
À mesure que l'on s'éloigne de la côte le caractère océanique s'estompe quelque peu, les écarts de température sont un peu plus importants entre hiver et été. Les différences d'altitude, bien que modestes dans le Nord (Dunkerque : 0 à 17 m, Avesnes-sur-Helpe : 143 à 188 m), jouent aussi un rôle, et les hivers sont plus froids dans l'Avesnois qu'en Flandre maritime.
À Dunkerque on relève en moyenne 118,5 jours avec 1 mm ou plus de pluie. La variation de température moyenne entre hiver et été est faible, avec 13,1 °C. Les valeurs relevées ne sont pas très différentes à Lille et à Cambrai, mais on note des écarts de température entre les minimales et les maximales moyennes un peu plus grands.
| Mois                              | jan. | fév. | mars | avril | mai  | juin | jui. | août | sep. | oct. | nov. | déc. | année |
| --------------------------------- | ---- | ---- | ---- | ----- | ---- | ---- | ---- | ---- | ---- | ---- | ---- | ---- | ----- |
| Température minimale moyenne (°C) | 2,2  | 2,2  | 3,8  | 6     | 9,1  | 12,1 | 14,3 | 14,6 | 12,8 | 9,7  | 5,7  | 3,3  | 8     |
| Température moyenne (°C)          | 4,3  | 4,4  | 6,4  | 8,6   | 12   | 14,8 | 17   | 17,4 | 15,7 | 12,5 | 8    | 5,4  | 10,5  |
| Température maximale moyenne (°C) | 8,4  | 9    | 10,4 | 12    | 16,1 | 18,6 | 20,9 | 21,3 | 19,6 | 16   | 11,4 | 8,6  | 13,6  |
| Précipitations (mm)               | 57,4 | 42,1 | 52,1 | 47,6  | 46,3 | 52,4 | 53,3 | 48,1 | 61,6 | 72,6 | 81,5 | 60,6 | 675,7 |

| Mois                              | jan. | fév. | mars | avril | mai  | juin | jui. | août | sep. | oct. | nov. | déc. | année |
| --------------------------------- | ---- | ---- | ---- | ----- | ---- | ---- | ---- | ---- | ---- | ---- | ---- | ---- | ----- |
| Température minimale moyenne (°C) | 1    | 1    | 3,1  | 4,7   | 8,4  | 11   | 13,1 | 12,9 | 10,7 | 7,4  | 3,8  | 2,1  | 6,6   |
| Température moyenne (°C)          | 3,4  | 3,8  | 6,6  | 8,9   | 12,9 | 15,5 | 17,9 | 18   | 15   | 11,1 | 6,6  | 4,4  | 10,4  |
| Température maximale moyenne (°C) | 5,7  | 6,7  | 10,1 | 13,1  | 17,5 | 20   | 22,7 | 23,1 | 19,4 | 14,7 | 9,3  | 6,6  | 14,1  |
| Précipitations (mm)               | 57   | 43,6 | 57,5 | 50,4  | 62,5 | 68,1 | 61,2 | 52,8 | 63,6 | 66,8 | 71,5 | 68,1 | 723,1 |

| Mois                              | jan. | fév. | mars | avril | mai  | juin | jui. | août | sep. | oct. | nov. | déc. | année |
| --------------------------------- | ---- | ---- | ---- | ----- | ---- | ---- | ---- | ---- | ---- | ---- | ---- | ---- | ----- |
| Température minimale moyenne (°C) | 0,1  | 0,3  | 2,1  | 4,1   | 7,6  | 10,4 | 12,3 | 12,1 | 10,1 | 7,2  | 3,2  | 0,9  | 6,4   |
| Température moyenne (°C)          | 2,5  | 3,3  | 5,8  | 8,6   | 12,4 | 15,3 | 17,3 | 17,3 | 14,8 | 11,1 | 6    | 3,4  | 9,8   |
| Température maximale moyenne (°C) | 4,9  | 6,3  | 9,5  | 13    | 17,2 | 20,2 | 22,3 | 22,4 | 19,5 | 14,9 | 8,9  | 5,8  | 13,7  |
| Précipitations (mm)               | 47,5 | 39,7 | 51   | 46,2  | 59,1 | 66,3 | 57,4 | 52,4 | 51,3 | 58,1 | 60,9 | 52,1 | 642   |

### Milieux naturels et biodiversité
- Site naturel du Nord
- Lille Métropole Espaces Naturels

## Urbanisme

### Logement

#### Résidences secondaires
Selon le recensement général de la population du 1er janvier 2008, 1,3 % des logements disponibles dans le département étaient des résidences secondaires.
Ce tableau indique les principales communes du département du Nord dont les résidences secondaires et occasionnelles dépassent 10 % des logements totaux en 2008 :
| Commune      | Population SDC | Nombre de logements | Rés. secondaires | % Rés. secondaires |
| ------------ | -------------- | ------------------- | ---------------- | ------------------ |
| Eppe-Sauvage | 254            | 280                 | 161              | 57,50 %            |
| Bray-Dunes   | 4 652          | 4 311               | 2 203            | 51,10 %            |
| Fressies     | 539            | 347                 | 139              | 39,98 %            |
| Brunémont    | 551            | 351                 | 135              | 38,47 %            |
| Féchain      | 1 822          | 1 175               | 292              | 24,82 %            |
| Arleux       | 2 604          | 1 446               | 300              | 20,77 %            |
| Lécluse      | 1 523          | 755                 | 133              | 17,63 %            |

Sources :
- Source INSEE, chiffres au 1er janvier 2008.

### Voies de communications et transports

#### Voies navigables
Le département est sillonné par plusieurs canaux : le canal Dunkerque-Escaut, la Deûle, le canal de Saint-Quentin, le canal Seine-Nord Europe.

## Toponymie
L'appellation « Nord » a deux origines : c'est d'abord la localisation du département dans le pays lui a donné son nom. Ce nom fait parfois débat depuis sa création, n'ayant aucune valeur historique et pouvant porter à confusion avec le point cardinal (le nord de la France pouvant désigner l'ensemble des départements voisins), et puis, le « Nord » doit aussi son nom à la mer du Nord, dont les côtes bordent le département.[réf. nécessaire]

## Histoire

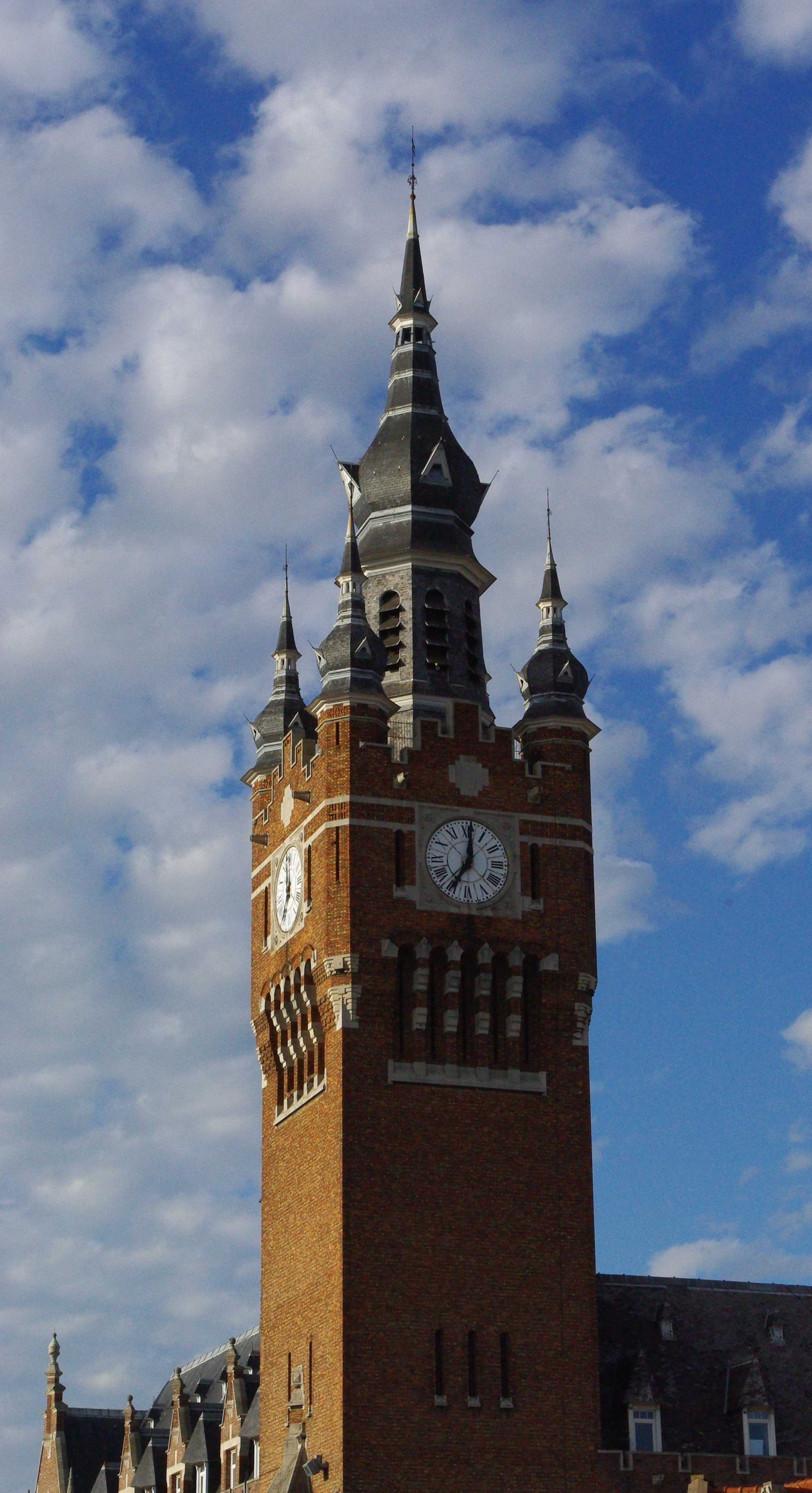
Les beffrois, symboles de l'indépendance des villes des Flandres et du Hainaut.

Jusqu'au XVIIe siècle, l'histoire du Nord fut en grande partie commune avec l'histoire de ce qui deviendra la Belgique (les Belges durant l'Antiquité étaient une multitude de peuples celtiques du nord de la Gaule), celle d'une terre qui « pendant près de mille ans servit de champ de bataille à toute l'Europe ». Le territoire que recouvre le Nord-Pas-de-Calais fut disputé depuis la guerre des Gaules ; à l'époque des invasions barbares, les Francs saliens s'y établirent, et il fut le berceau de la dynastie mérovingienne.
Le territoire comprenant les actuels arrondissements de Lille, de Douai et de Dunkerque fut progressivement incorporé au royaume de France sous le règne de Louis XIV. La région ne devint définitivement française qu'après 1713, avec le traité de la paix d'Utrecht. Le département du Nord faisait partie autrefois des Pays-Bas méridionaux (ou, en latin, Belgica Regia) et des Pays-Bas espagnols.
Ce territoire devint alors une province de France (division administrative) sous le nom de Province de Flandre, même si cette province incluait le Cambrésis et la partie devenue française du Hainaut, en plus de la partie devenue française du comté de Flandre proprement dit.
Le département fut créé le 4 mars 1790, après la Révolution française, lors de la division du pays en départements, en application de la loi du 22 décembre 1789. La Province de Flandre prit alors le nom de « département du Nord », avec pour chef-lieu Douai. Le département comportait alors huit districts : Avesnes, Bergues, Cambrai, Douai, Hazebrouck, Lille, Le Quesnoy et Valenciennes. Ses sols sont déjà très intensivement exploités par l'agriculture, l'élevage et la forêt quand ils ne sont pas construits : lors de la répartition du sol dans les 650 communes du Nord au moment pour la confection du cadastre napoléonien, les marais et les friches ne constituent déjà plus que 1,31 % des sols du département.
Assiégée en 1792 par les Autrichiens, Lille résiste victorieusement du 29 septembre au 8 octobre 1792, malgré un bombardement massif d'artillerie, dont de nombreux boulets sont encore visibles, encastrés dans certaines façades. Finalement, les Autrichiens, menacés par les armées républicaines, lèvent le siège. Le 8 octobre 1792, la Convention nationale décréta à cette occasion que « Lille et ses habitants ont bien mérité de la patrie »
À propos du Nord, Jean-Clément Martin parle de « Vendée avortée ». Le peuple y est particulièrement hostile à la Révolution française. Les paysans sont par ailleurs très touchés par la mort du roi en janvier 1793. Des arbres de la liberté sont coupés dans tout le district de Cambrai, tandis que les paroissiens refusent de recevoir les sacrements de curés constitutionnels. Dans plusieurs villages — Morbecque notamment —, les paysans se soulèvent contre la conscription. Ces rébellions ne survivent toutefois pas aux persécutions menées par le nouveau pouvoir républicain.
En 1800, les districts devinrent des arrondissements et leur nombre fut ramené à six : Avesnes, Bergues, Cambrai, Cassel, Douai et Lille. En 1803, le chef-lieu du département fut déplacé de Douai à Lille.
Plusieurs réorganisations intervinrent par la suite : la sous-préfecture de Bergues fut déplacée à Dunkerque en 1803, l'arrondissement de Valenciennes fut créé en 1824, la sous-préfecture de Cassel fut déplacée à Hazebrouck en 1857, et finalement l'arrondissement d'Hazebrouck fut supprimé en 1926 et intégré à celui de Dunkerque.
Au XXe siècle, le Nord est le théâtre, au début de la Seconde Guerre mondiale, du premier des actes de résistance collective à l'occupation nazie en France, et le plus massif en nombre, la grève patriotique des cent mille mineurs du Nord-Pas-de-Calais de mai-juin 1941, qui prive les Allemands de 93 000 tonnes de charbon pendant près de 2 semaines, déclenchant 400 arrestations, des exécutions et la déportation de 270 personnes.

## Politique et administration

### Organisation administrative

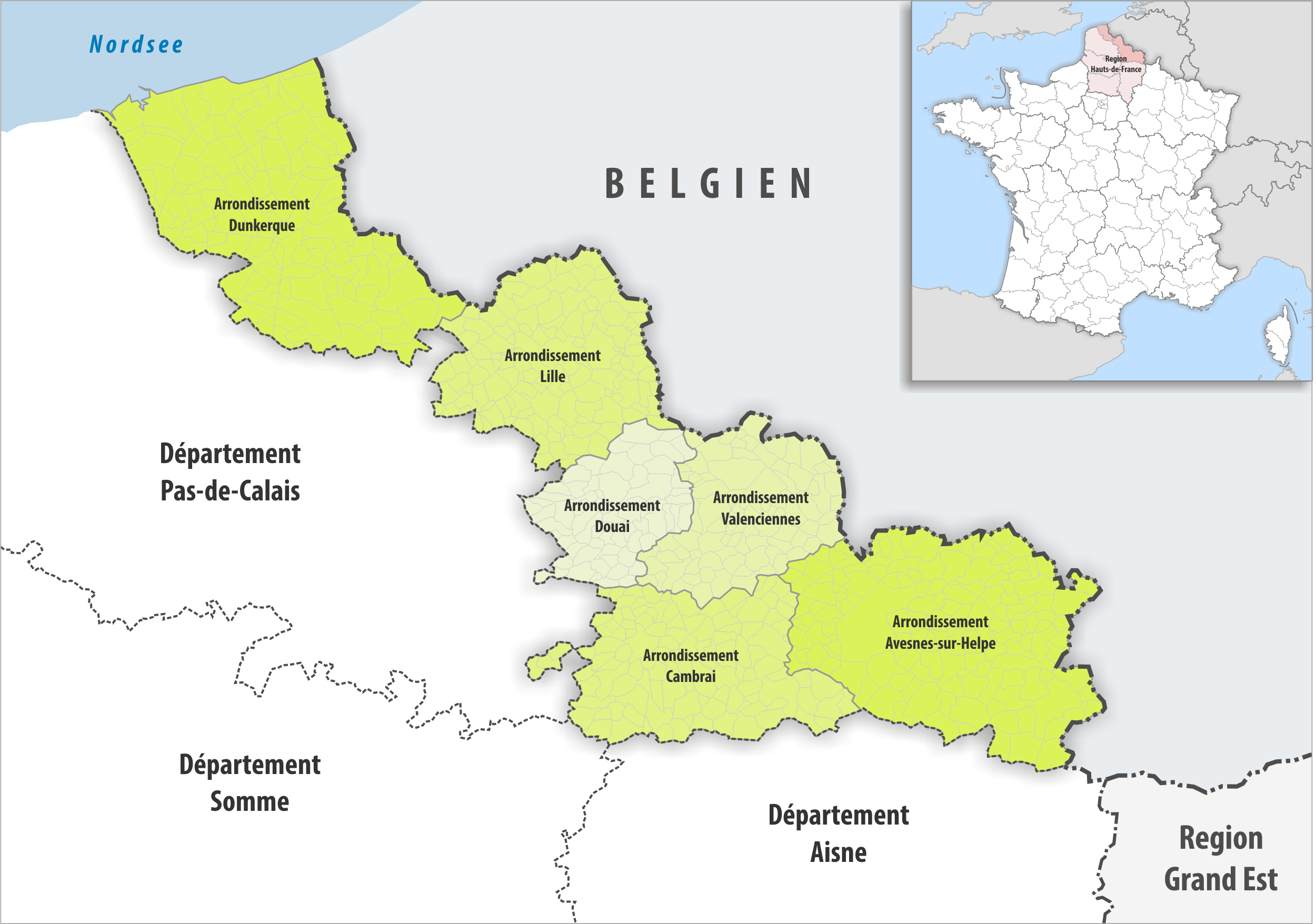
Les arrondissements du département du Nord en 2019.

L'administration du département est assurée d'une part par le conseil départemental qui compte 82 conseillers départementaux, soit deux par canton, élus au suffrage universel, et d'autre part par la préfecture de Lille que dirige le préfet, nommé par l'État.
- Liste des cantons du Nord
- Liste des préfets du Nord

La préfecture et son préfet sont assistés au niveau des 5 arrondissements autres que celui de Lille par les 5 sous-préfectures et leurs sous-préfets.
Le département du Nord compte six arrondissements :
| Nom                                | Code Insee | Superficie (km2) | Population (dernière pop. légale) | Densité (hab./km2) | Modifier             |
| ---------------------------------- | ---------- | ---------------- | --------------------------------- | ------------------ | -------------------- |
| Arrondissement d'Avesnes-sur-Helpe | 591        | 1 407,50         | 224 325 (2022)                    | 159                | modifier les données |
| Arrondissement de Cambrai          | 592        | 901,60           | 158 302 (2022)                    | 176                | modifier les données |
| Arrondissement de Douai            | 593        | 476,60           | 245 007 (2022)                    | 514                | modifier les données |
| Arrondissement de Dunkerque        | 594        | 1 442,70         | 371 940 (2022)                    | 258                | modifier les données |
| Arrondissement de Lille            | 595        | 879,50           | 1 267 099 (2022)                  | 1 441              | modifier les données |
| Arrondissement de Valenciennes     | 596        | 634,80           | 350 236 (2022)                    | 552                | modifier les données |
| Nord                               | 59         | 5 743,00         | 2 616 909 (2022)                  | 456                | modifier les données |

À l'échelon le plus local, le département du Nord compte également 648 communes, 1 métropole, 1 communauté urbaine, 5 communautés d'agglomération et 11 communautés de communes.
- Liste des communes et intercommunalités du Nord
- Le Département du Nord est le département le plus long (184 km d'étendue) et le plus peuplé de France.

### Sensibilités politiques
Le Nord, premier département français pour la population résidente, est l'un de ceux où la confrontation des options politiques est la plus vive, depuis longtemps. D'apparence, il peut être considéré comme l'un des points forts de la gauche en France. Ainsi, lors des élections de la première législature de la IVe République, 8 des 24 députés du département sont communistes et 6 autres membres du parti socialiste SFIO.
Les réalités sont toutefois plus contrastées et, sous certains aspects, présentent d'ailleurs un caractère de permanence. S'agissant des plus grandes villes du département, elles sont, pour un certain nombre d'entre elles, comme des îlots détenus par la droite au milieu d'agglomérations de gauche. C'est ainsi le cas de Valenciennes, de Douai ou, dans une moindre mesure, de Cambrai, toutes villes gérées par la droite, dans le prolongement de maires socialistes ayant changé d'appartenance politique au début des années 1970, par désaccord avec la stratégie de Programme commun de la gauche.
De manière générale, la partie sud du département penche plus nettement à gauche, dans le Valenciennois, le Douaisis et, dans une moindre mesure, le Cambrésis et l'Avesnois. Ces localités sont constitués par l'ancien bassin minier du Nord-Pas-de-Calais, dans sa partie nordiste, et des anciens secteurs industriels, notamment ceux de la métallurgie et de l'agroalimentaire. La région de Lille présente un caractère plus mixte, puisque l'agglomération lilloise comporte plusieurs communes résidentielles qui optent pour les partis modérés et de droite. Les régions roubaisienne et tourquennoise sont marquées par des évolutions sensibles, liées à la crise importante du secteur textile, ce qui a modifié les comportements politiques, en ouvrant un temps un espace pour le courant d'extrême droite.
La présence de l'Église, et un certain patronat paternaliste (notamment dans le secteur de la vente par correspondance) ne sont pas sans influence sur les comportements politiques de la population. L'Armentiérois et la Flandre, régions dédiées dans un premier temps aux activités textiles et largement influencées par l'Église catholique, ont, dans les faits, une tradition plus conservatrice, qui les fait en général choisir des candidats de droite. Toutefois, la côte, notamment depuis l'implantation d'activités industrielles importantes (sidérurgie, énergie), penche désormais assez nettement à gauche.
À noter cependant, quant aux comportements politiques, que le courant chrétien-démocrate imprègne fortement les partis de droite, bien plus qu'ailleurs. Cette situation se vérifie depuis fort longtemps dans le département, autour de personnalités comme celle de Maurice Schumann.

### Résultats des principaux scrutins
Au référendum européen sur le traité de Maastricht (scrutin du 20 septembre 1992), sur 1 640 563 inscrits, 1 175 412 ont voté, ce qui représente une participation de 71,65 % du total, soit une abstention de 28,35 %. Il y a eu une victoire du non avec 613 949 voix (54,18 %) contre 519 195 voix (45,82 %) prononcées oui et 42 268 (3,60 %) de votes blancs ou nuls.
Au référendum sur la constitution européenne (scrutin du 29 mai 2005), sur 1 725 296 inscrits, 1 174 968 ont voté, ce qui représente une participation de 68,10 % du total, soit une abstention de 31,90 %. Il y a eu une victoire du non avec 711 580 voix (61,94 %), 437 285 voix (38,06 %) ayant voté oui et 26 103 (2,22 %) étant des votes blancs ou nuls.
À l’élection présidentielle de 2007 :
- résultats du premier tour : Nicolas Sarkozy (UMP) avec 29,30 %, suivi par Ségolène Royal (PS) avec 24,83 %, François Bayrou (UDF) avec 15,64 %, Jean-Marie Le Pen (FN) avec 13,83 %, Olivier Besancenot (LCR) avec 5,20 %. Aucun autre candidat ne dépasse les 5 % ;
- résultats du deuxième tour : Nicolas Sarkozy avec 51,75 % (résultat national : 53,06 %) contre 48,25 % pour Ségolène Royal (résultat national : 46,94 %)[10].

### Représentation
- Liste des conseillers généraux du Nord (avant 2015)
- Liste des conseillers départementaux du Nord (depuis 2015)
- Liste des députés du Nord
- Liste des sénateurs du Nord

## Équipements et services publics

### Enseignement

#### Académie de Lille
Le département du Nord comprend plus de cinq cent mille élèves de l'enseignement primaire et secondaire, et plus de cent dix mille étudiants dans six campus universitaires et un ensemble universitaire privé. La COMUE Lille Nord de France et son collège doctoral européen rassemblent près de trois mille doctorants.
- COMUE Lille Nord de France :
Université de Lille - Université d'Artois - Université du littoral - Université Polytechnique Hauts-de-France - Collège doctoral européen - Université catholique de Lille
- Écoles d'ingénieurs du Nord :
École centrale de Lille - École nationale supérieure de chimie de Lille - Polytech'Lille - Hautes études d'ingénieur - Institut supérieur de l'électronique et du numérique - École nationale supérieure des arts et industries textiles - École nationale supérieure Mines Télécom Lille Douai - Institut catholique d'arts et métiers - INSA Hauts-de-France
- Écoles de commerce et administration :
SKEMA Business School - EDHEC - Institut d'études politiques de Lille

## Population et société

### Démographie
Les habitants du Nord sont le plus souvent appelés Nordistes. 

En 2022, le département comptait 2 616 909 habitants, en évolution de +0,51 % par rapport à 2016 (France hors Mayotte : +2,11 %).
| 1791 | 1801    | 1806    | 1821    | 1826    | 1831    | 1836      | 1841      | 1846      |
| ---- | ------- | ------- | ------- | ------- | ------- | --------- | --------- | --------- |
| -    | 764 801 | 839 530 | 905 777 | 962 653 | 989 938 | 1 026 417 | 1 085 298 | 1 132 984 |

| 1851      | 1856      | 1861      | 1866      | 1872      | 1876      | 1881      | 1886      | 1891      |
| --------- | --------- | --------- | --------- | --------- | --------- | --------- | --------- | --------- |
| 1 158 285 | 1 212 353 | 1 303 380 | 1 392 041 | 1 447 764 | 1 519 585 | 1 603 259 | 1 670 184 | 1 736 341 |

| 1896      | 1901      | 1906      | 1911      | 1921      | 1926      | 1931      | 1936      | 1946      |
| --------- | --------- | --------- | --------- | --------- | --------- | --------- | --------- | --------- |
| 1 811 834 | 1 866 994 | 1 895 861 | 1 961 780 | 1 787 918 | 1 969 182 | 2 029 449 | 2 022 167 | 1 917 452 |

| 1954      | 1962      | 1968      | 1975      | 1982      | 1990      | 1999      | 2006      | 2011      |
| --------- | --------- | --------- | --------- | --------- | --------- | --------- | --------- | --------- |
| 2 098 545 | 2 293 112 | 2 417 899 | 2 511 478 | 2 520 526 | 2 531 855 | 2 555 020 | 2 565 257 | 2 579 208 |

| 2016      | 2021      | 2022      | - | - | - | - | - | - |
| --------- | --------- | --------- | - | - | - | - | - | - |
| 2 603 723 | 2 611 293 | 2 616 909 | - | - | - | - | - | - |

Le Nord est le département français le plus peuplé. Il l'est plus que la région Centre-Val de Loire (population 2013, selon l'Insee) et de nombreuses autres qui ont fusionné en 2016. Sa densité de population le rapproche plus de l'ensemble Benelux, Allemagne rhénane que du reste de la France.

#### Communes les plus peuplées
| Nom               | Code Insee | Intercommunalité              | Superficie (km2) | Population (dernière pop. légale) | Densité (hab./km2) | Modifier                                    |
| ----------------- | ---------- | ----------------------------- | ---------------- | --------------------------------- | ------------------ | ------------------------------------------- |
| Lille             | 59350      | Métropole européenne de Lille | 34,83            | 238 695 (2022)                    | 6 853              | modifier les données · modifier les données |
| Roubaix           | 59512      | Métropole européenne de Lille | 13,23            | 99 507 (2022)                     | 7 521              | modifier les données · modifier les données |
| Tourcoing         | 59599      | Métropole européenne de Lille | 15,19            | 99 160 (2022)                     | 6 528              | modifier les données · modifier les données |
| Dunkerque         | 59183      | CU de Dunkerque               | 43,89            | 87 013 (2022)                     | 1 983              | modifier les données · modifier les données |
| Villeneuve-d'Ascq | 59009      | Métropole européenne de Lille | 27,46            | 62 342 (2022)                     | 2 270              | modifier les données · modifier les données |
| Valenciennes      | 59606      | CA Valenciennes Métropole     | 13,82            | 42 979 (2022)                     | 3 110              | modifier les données · modifier les données |
| Wattrelos         | 59650      | Métropole européenne de Lille | 13,44            | 40 881 (2022)                     | 3 042              | modifier les données · modifier les données |
| Marcq-en-Barœul   | 59378      | Métropole européenne de Lille | 14,04            | 39 943 (2022)                     | 2 845              | modifier les données · modifier les données |
| Douai             | 59178      | CA Douaisis Agglo             | 16,88            | 39 833 (2022)                     | 2 360              | modifier les données · modifier les données |
| Cambrai           | 59122      | CA de Cambrai                 | 18,18            | 31 568 (2022)                     | 1 736              | modifier les données · modifier les données |
| Maubeuge          | 59392      | CA Maubeuge Val de Sambre     | 18,85            | 28 879 (2022)                     | 1 532              | modifier les données · modifier les données |
| Lambersart        | 59328      | Métropole européenne de Lille | 6,16             | 27 105 (2022)                     | 4 400              | modifier les données · modifier les données |
| Armentières       | 59017      | Métropole européenne de Lille | 6,28             | 26 107 (2022)                     | 4 157              | modifier les données · modifier les données |
| Loos              | 59360      | Métropole européenne de Lille | 6,95             | 22 948 (2022)                     | 3 302              | modifier les données · modifier les données |
| La Madeleine      | 59368      | Métropole européenne de Lille | 2,84             | 22 161 (2022)                     | 7 803              | modifier les données · modifier les données |

### Pyramides des âges
| Hommes | Classe d’âge   | Femmes |
| ------ | -------------- | ------ |
| 0      | 95 ans et plus | 0,1    |
| 3,6    | 75 à 89 ans    | 7,4    |
| 10,3   | 60 à 74 ans    | 12,3   |
| 14,2   | 45 à 59 ans    | 13,8   |
| 23     | 30 à 44 ans    | 21,7   |
| 25,5   | 15 à 29 ans    | 23,5   |
| 23,4   | 0 à 14 ans     | 21,1   |

| Hommes | Classe d’âge   | Femmes |
| ------ | -------------- | ------ |
| 0      | 95 ans et plus | 0,2    |
| 4      | 75 à 89 ans    | 7,6    |
| 10,9   | 60 à 74 ans    | 13,1   |
| 17,7   | 45 à 59 ans    | 16,8   |
| 21,9   | 30 à 44 ans    | 20,9   |
| 24     | 15 à 29 ans    | 22,2   |
| 21,4   | 0 à 14 ans     | 19,2   |

| Hommes | Classe d’âge   | Femmes |
| ------ | -------------- | ------ |
| 0,2    | 90 ans et plus | 0,8    |
| 4,3    | 75 à 89 ans    | 7,9    |
| 10,3   | 60 à 74 ans    | 11,9   |
| 19,7   | 45 à 59 ans    | 19,4   |
| 21,1   | 30 à 44 ans    | 20,1   |
| 22,6   | 15 à 29 ans    | 21     |
| 21,6   | 0 à 14 ans     | 19     |

Le Nord est un département jeune : environ 20 % de sa population sont âgés de 60 ans et plus (contre 24 % en France) (estimation de population pour 2011), mais qui vieillit : une hausse de 45 % du nombre de personnes de 60 ans est plus est prévue à l’horizon 2030 (contre 52 % en France). Si le département fait partie des plus jeunes du pays, le nombre d’aînés reste important : on compte environ 500 000 personnes de 60 ans et plus et quelque 190 000 personnes de 75 ans et plus.

### Manifestations culturelles et festivités
Symboles des fêtes populaires, les géants figurent en bonne place du patrimoine culturel du Nord. Ils participent aux grands évènements de leurs cités.
- Le carnaval de Cassel
- Le carnaval de Bailleul
- Le carnaval de Dunkerque
- La braderie de Lille
- La fêtes des berlouffes à Wattrelos
- La fête des Louches à Comines
- Les fêtes de Gayant à Douai (patrimoine mondial de l’UNESCO)

Les estaminets font aussi partie du paysage patrimonial du Nord.

### Sports et loisirs
- Le Paris-Roubaix, course cycliste, avril
- La Route du Louvre, course à pied, mai ; course reliant Lille à Lens
- Les Quatre Jours de Dunkerque, course de cycliste en mai
- Le semi-marathon de Lille, course à pied, septembre

## Économie
- Mines : Houillères du bassin du Nord et du Pas-de-Calais

### Tourisme
Le tourisme est un secteur important de l'économie du département.
En 2013, il se classait cinquième département français dans ce domaine, selon certains classements (hors Île-de-France), derrière les Alpes-Maritimes, les Bouches-du-Rhône, le Rhône et la Gironde.
L'importance du tourisme dans le Nord peut s'expliquer par plusieurs facteurs :
- un certain nombre d'évènements annuels de portée nationale voire internationale, qu'ils soient culturels et festifs (Carnaval de Dunkerque, Braderie de Lille), sportifs (Paris-Roubaix, Meeting international d'athlétisme), mais aussi professionnels (congrès, conventions, séminaires) ;
- une forte densité d'infrastructures et d'équipements pouvant accueillir des évènements ponctuels (stades, palais des congrès, etc.) ;
- une grande capacité d'accueil en ce qui concerne les chambres d'hôtels, les gîtes, mais aussi en ce qui a trait aux transports ;
- une situation géographique privilégiée, favorisant les haltes et courts séjours : entre Paris, Londres, Amsterdam, Bruxelles, Luxembourg, Cologne, le Nord-Pas-de-Calais est une terre de passage sur la route des vacances mais aussi sur les trajets professionnels ou d'agrément, dans une région d'Europe très peuplée ;
- une forte identité culturelle, qui s'exprime dans l'urbanisme, la culture, la gastronomie, etc. et qui incite à la découverte et à la visite : Vieux-Lille, estaminets, géants, beffrois, stations balnéaires de la Mer du Nord, tourisme industriel… ;
- des paysages contrastés, à la fois naturels et fortement marqués par l'activité humaine, permettant une grande variété de pratiques touristiques : tourisme patrimonial, culturel et gastronomique dans les centres urbains (Lille, Douai, Valenciennes…), tourisme balnéaire le long de la Mer du Nord, tourisme industriel dans le bassin minier, tourisme vert dans la campagne flamande ou le bocage de l'Avesnois ;
- un climat tempéré, qui loin d'être le plus réputé de France (ensoleillement annuel plus faible que la moyenne nationale), n'en reste pas moins très favorable aux pratiques touristiques : printemps et étés offrant de belles journées ensoleillées, périodes de chaleur parfois, hivers assez peu rudes en comparaison d'autres régions, peu d'aléas climatiques extrêmes ou handicapants ;
- une forte population (département le plus peuplé de France), ce qui mathématiquement fait monter le total de séjours et de nuitées (par les évènements familiaux notamment, tels que les mariages, ou les simples visites aux parents et amis). De plus la forte densité de population augmente mécaniquement les revenus du tourisme par le simple tourisme intra-départemental.

## Culture locale et patrimoine

### Lieux et monuments

#### Villes fortifiées
En raison de sa position frontalière et des divers occupants du territoire au fil des siècles, le département possède d'importants patrimoines militaires. Vauban y a par exemple réalisé quelques-unes de ses plus belles œuvres telles que la citadelle de Lille ou les fortifications de Maubeuge (encore existantes aujourd'hui).

### Patrimoine culturel

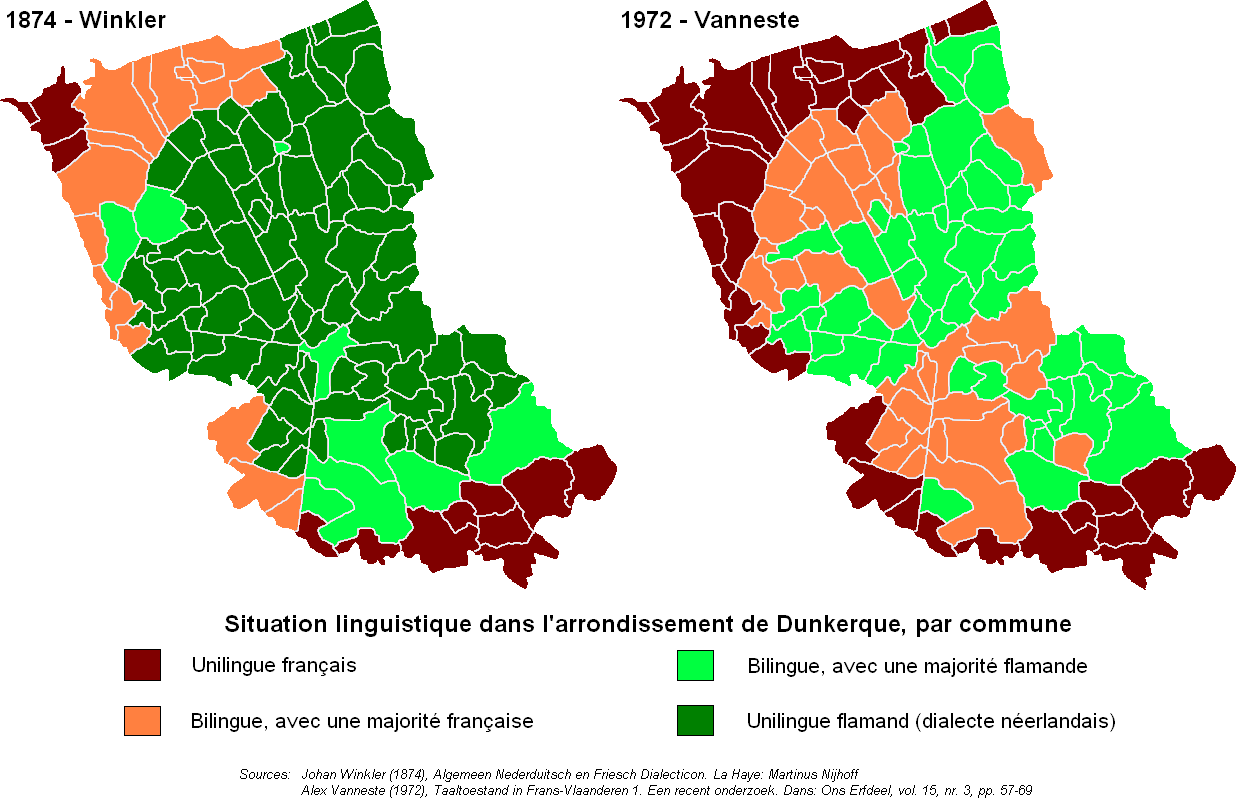
Dialecte flamand dans l'arrondissement de Dunkerque, 1874 et 1972.

#### Langues régionales
- Le picard chti (appelé rouchi à Valenciennes) : Avesnois, Cambrésis, Flandre romane (arrondissements de Lille et de Douai) et Hainaut français (Valenciennois).
- Le flamand : Flandre maritime, de la rivière Lys à la Mer du Nord, c'est-à-dire de Bailleul à Dunkerque. Dans cette ville, le flamand est également appelé dunkerquois, car il présente des spécificités.

#### Gastronomie
- Plats: Le potjevleesch, la carbonade flamande, le waterzooi, le welsh, la flamiche au maroilles et la goyère, les bêtises de Cambrai, les sottises valenciennoises, les babeluttes de Lille, les chuques du Nord, la planche flamande, l'andouillette de Cambrai, la tarte au papin, la langue Lucullus, la tarte au sucre, la tarte à la vergeoise, la gaufre flamande (strinje), le poulet à la bière, le lapin aux pruneaux, le petit salé lillois, le hochepot, le hutseput flamand, la friture d'éperlans, les craquelots dunkerquois, les moules-frites, la glace à la chicorée, le pain perdu, la coquille, la cramique, le craquelin, la faluche, les nieulles d'Armentières, les rognons à la douaisienne, la glace aux speculoos, le filet américain, la fricadelle, les chicons et les frites...
- Fromages: La mimolette ou boule de Lille, le vieux cassant, bleue du Nord, le maroilles, le vieux-lille, le bergues, la boulette d'Avesnes, le cœur d'Avesnes, la tomme de Cambrai, la brique des Flandres, le boulet de Cassel, le carré du Vinage de Roncq, le mont-des-cats,...
- Alcools: Le genièvre et ses dérivés, les bières artisanales, les cidres fermiers.
- Autres boissons: La chicorée Leroux, fabriquée à Orchies.

#### Chansons régionales
Plusieurs chansons parlent du Nord. L'une des plus connues est « Les Corons » de Pierre Bachelet commençant par « Au Nord, c'était les corons » (bien que le terme « Nord » y désigne davantage le point cardinal que le département). Une réponse satirique aux « Corons » fut écrite la même année sous le nom « Dins l'Nord y a pas que des corons » par le musicien nordiste André Dufour décédé en 2013.
Le chant emblématique du département, appris par des générations de nordistes à l'école primaire est le « P'tit Quinquin », aussi appelé « L'canchon dormoire », écrit en 1853 à l'occasion des fêtes de Lille. De nombreux chants repris par les paillardiers (recueil de chansons paillardes chantées par les étudiants lors d'intégrations ou de soirées folkloriques) célèbrent la bière, et le P'tit Quinquin doit être appris et chanté par les aspirants faluchards de la région.

### Personnalités liées au département
- Naissance dans le département du Nord
- Décès dans le département du Nord

### Héraldique
Proposition de blason :
| Blason | Blasonnement : « D'or au lion de sable, armé et lampassé de gueules. » Commentaires : Armoiries de la Flandre proposées par Robert Louis comme armoiries du département |

## Pour approfondir

#### Bases de données, dictionnaires et encyclopédies
- Ressources relatives à la géographie :   - Insee (départements)
  - Marine Gazetteer
  - Mindat.org
- Ressource relative à la musique :   - MusicBrainz
- Notices dans des dictionnaires ou encyclopédies généralistes :   - Britannica
  - Enciclopedia De Agostini
  - Gran Enciclopèdia Catalana
  - Larousse
- Notices d'autorité :   - VIAF
  - BnF (données)
  - IdRef
  - LCCN
  - GND
  - Italie
  - Israël
  - Vatican